# Erythrophyllum yunnanense
Erythrophyllum yunnanense är en bladmossart som först beskrevs av Theodor Carl Karl Julius Herzog, och fick sitt nu gällande namn av Chen Pan-chieh 1942. Erythrophyllum yunnanense ingår i släktet Erythrophyllum, klassen egentliga bladmossor, divisionen bladmossor och riket växter. Inga underarter finns listade i Catalogue of Life.